# Якоб Фрідріх Ергарт
Якоб Фрідріх Ергарт (нім. Jakob Friedrich Ehrhart або нім. Friedrich Ehrhart, 4 листопада 1742 — 26 червня 1795) — німецько-швейцарський ботанік, міколог та фармацевт.

## Біографія
Якоб Фрідріх Ергарт народився в комуні Гольдербанк 4 листопада 1742 року.
З юності Ергарт вивчав природничі науки. з 1774 до 1776 року він навчався в Упсальському університеті, у тому числі у видатного шведського вченого Карла Ліннея.
з 1778 року Якоб Фрідріх Ергарт упорядковував колекції німецького натураліста, хіміка і фармацевта Йоганна Герхарда Рейнхарда Андрее у Ганновері.
15 вересня 1779 року він виявив невелике болото, вода якого мала сильний запах сірки. Це джерело сірки незабаром стало використовуватися для лікування подагри та ревматизму.
Якоб Фрідріх Ергарт помер у Ганновері 26 червня 1795 року.

## Наукова діяльність
Якоб Фрідріх Ергарт спеціалізувався на папоротеподібних, мохоподібних та на насіннєвих рослинах, а також на мікології.

## Наукові роботи
- Chloris hanoverana. 1776.
- Supplementum systematis vegetabilium, generum et specierum plantarum. 1781.
- Beiträge zur Naturkunde. 7 Bände, 1787 bis 1792.

## Почесті
Рід рослин Ehrharta Thunb. родини Злаки був названий на його честь.